# Вулиця Агротехніків (Київ, Куренівка)
Ву́лиця Агротехників — зникла вулиця, що існувала в Подільському районі міста Києва, місцевість Куренівка. Пролягала від Кирилівської вулиці до кінця забудови.
Прилучалася Захарівська вулиця.

## Історія
Вулиця виникла в першій половині XX століття під назвою 708-ма Нова. У 1953 році отримала назву вулиця Агротехників.
Вулиця була частково зруйнована під час куренівської трагедії в березні 1961 року, офіційно ліквідована того ж року.
У 1961–1966 роках назву вулиця Агротехників мала нинішня вулиця Академіка Заболотного.